# Saint-Pierre-de-Salerne
Saint-Pierre-de-Salerne – miejscowość i gmina we Francji, w regionie Normandia, w departamencie Eure.
Według danych na rok 1990 gminę zamieszkiwało 210 osób, a gęstość zaludnienia wynosiła 30 osób/km² (wśród 1421 gmin Górnej Normandii Saint-Pierre-de-Salerne plasuje się na 692. miejscu pod względem liczby ludności, natomiast pod względem powierzchni na miejscu 535.).